# Epicausis smithii
Epicausis smithii là một loài bướm đêm trong họ Noctuidae.